# Toleranță (farmacologie)
Toleranța la medicamente este un concept farmacologic care descrie efectul redus sau chiar absent pentru un anumit individ la un medicament ca urmare a administrării repetate a acestuia. Creșterea dozei poate amplifica din nou efectele medicamentului, dar poate accelera toleranța, reducând și mai mult efectele medicamentului. Toleranța la droguri indică consumul de droguri, dar nu este neapărat asociată cu dependența sau dependența de droguri. Procesul de dezvoltare a toleranței este reversibil, ca urmare a întreruperii administrării medicamentului sau substituției sale, și poate implica atât factori fiziologici, cât și psihologici.
Un individ poate, de asemenea, să dezvolte toleranță la medicament față de efectele secundare, caz în care toleranța este o caracteristică de dorit. O intervenție medicală care are ca obiectiv creșterea toleranței (de exemplu, imunoterapia cu alergeni, în care o persoană este expusă la cantități din ce în ce mai mari de alergen pentru a diminua reacțiile alergice ale acesteia) se numește desensibilizare la medicamente.

## Tipuri
Toleranța farmacologică poate fi înnăscută sau dobândită.
Cele două tipuri de toleranță farmacologică dobândită sunt tahifilaxia (toleranța acută) și obișnuința (toleranța cronică).